# Bedrijfswagen

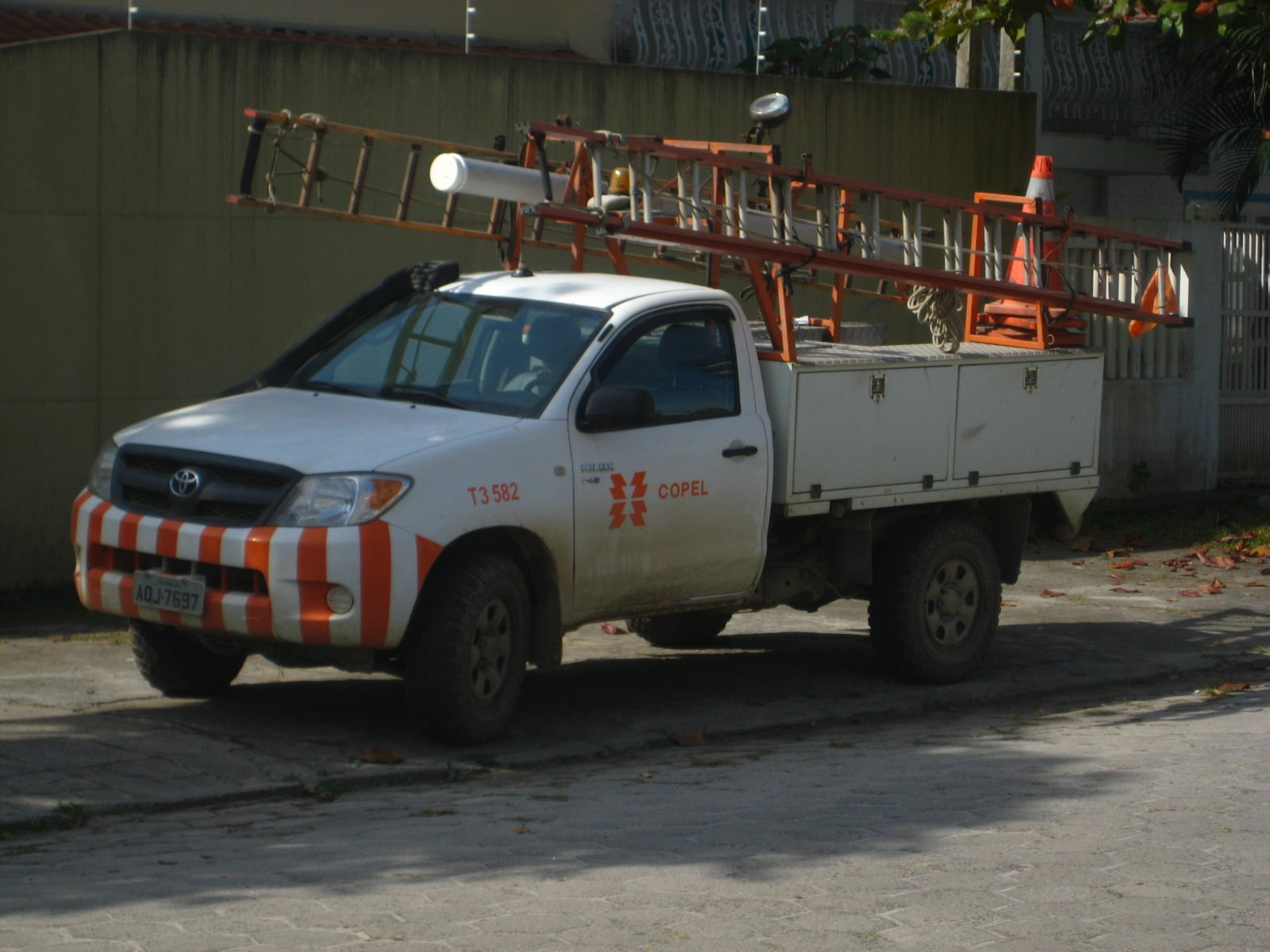
Pick-ups en andere 'lichte vracht' zijn vrijgesteld van belastingen op privégebruik

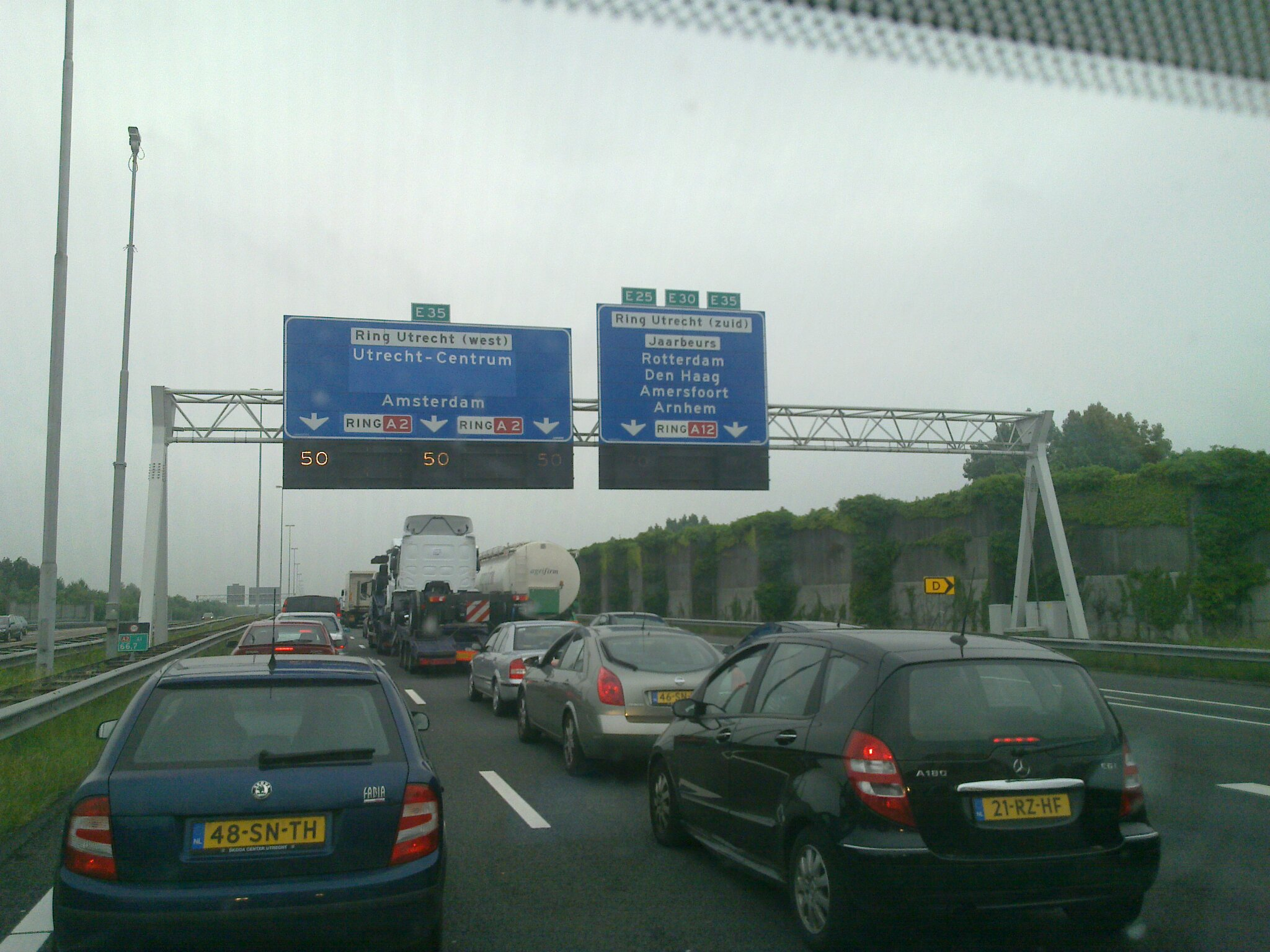
Bedrijfswagens in de file

Een bedrijfswagen of bedrijfsauto (ook wel firmawagen of salariswagen in België of auto van de zaak in Nederland) is een voertuig dat de werkgever gratis of tegen gunstige voorwaarden ter beschikking stelt van zijn werknemer. Er zijn verschillende soorten bedrijfswagens beschikbaar zoals lichte bedrijfswagens, zware bedrijfswagens en bedrijfswagens met een grote opslagruimte. Dit onderscheid wordt voornamelijk gemaakt om de bedrijfswagen aan te passen op het type arbeid dat verricht wordt.

## België
In 2011 waren iets meer dan 800.000 personenwagen ingeschreven bij een bedrijf. Het merendeel hiervan wordt als bedrijfswagen gebruikt. In vergelijking met Europa rijden in België het grootste aantal bedrijfswagens per capita rond. Ze worden dan ook sterk fiscaal begunstigd, het meest zelfs van alle OESO-landen. De bedrijfswagen is namelijk een van de fiscale en parafiscale vrijstellingen in het Belgisch fiscaal stelsel.
In geval een werknemer een bedrijfswagen gratis of tegen gunstige voorwaarden ook voor privédoeleinden mag gebruiken, wordt dit fiscaal als een voordeel van alle aard beschouwd. Dit voordeel is belastbaar als loon en zodoende wordt bedrijfsvoorheffing ingehouden. Het voordeel van alle aard is dus een belasting die door de werknemer betaald wordt. 
De fiscaliteit op bedrijfswagens werd de laatste jaren meermaals gewijzigd. In 2014 trad voor bedrijfswagens een nieuwe regeling in werking. De nieuwe berekening, met de waardes op mei 2020, gaat als volgt:
VAA=
- catprijs x [5,5%+ (CO - 84) x 0,1%] x 6/7 x ouderdomspercentage, voor diesel en plug-inhybride diesel;
- catprijs x [5,5% + (CO - 102) x 0,1%] x 6/7 x ouderdomspercentage, voor benzine, full hybrid, plug-inhybride benzine (zie ook ‘bijzondere gevallen’ hieronder), LPG en CNG.

Hierin is de CO de CO2-uitstoot per kilometer vermeld op het gelijkvormigheidsattest en catprijs de catalogusprijs inclusief opties en werkelijk betaalde btw, zonder rekening te houden met eventuele kortingen. Het ouderdomspercentage daalt in functie van de verstreken periode sinds de eerste inschrijving van het voertuig en is weergegeven in onderstaande tabel.
| Periode verstreken sinds de eerste inschrijving van het voertuig (een begonnen maand telt voor een volledige maand) | Ouderdomspercentage (%) |
| --- | ----------------------- |
| Van 0 tot 12 maanden                                                                                                | 100%                    |
| Van 13 tot 24 maanden                                                                                               | 94%                     |
| Van 25 tot 36 maanden                                                                                               | 88%                     |
| Van 37 tot 48 maanden                                                                                               | 82%                     |
| Van 49 tot 60 maanden                                                                                               | 76%                     |
| Vanaf 61 maanden | 70%                     |

De federale overheid wil dat tegen 2026 alle nieuwe bedrijfswagens elektrische auto's zijn.
- Niet-emissievrije auto’s die worden aangeschaft tussen 1 juli 2023 en 31 december 2025 verliezen langzaam hun fiscale aftrekbaarheid. De maximale aftrekbaarheid daalt naar 75 procent in 2025, naar 50 procent in 2026, naar 25 procent in 2027 en naar 0 procent vanaf 2028.
- Vanaf 1 januari 2026 zullen bedrijven enkel nog aanspraak kunnen maken op fiscale aftrek voor emissievrije wagens.